# 三幣恵理愛
三幣 恵理愛（さんぺい えりあ、1990年6月12日 - ）は、千葉県出身のタレント、モデルである。プラチナムプロダクション所属であったが、2010年10月よりフリーとなる。現在は、株式会社DCM所属。血液型はB。

## 人物
- 青山学院大学に在学中。
- 2010年1月1日に放送された『キャンパスナイトフジ』スペシャルで行なわれた公開オーディションに合格し、キャンパスナイターズ3期生となる。
- 2010年3月より10月まで東京ヤクルトスワローズのダンスユニット『Swallows Wings』のメンバーとなり、パフォーマンスアーティストとして活躍。

## 出演

### テレビ
- キャンパスナイトフジ（フジテレビジョン）レギュラー出演 ※2010年3月19日終了
- ドクモカフェTV（2011年4月10日 - 、TOKYO MX）レギュラー出演

### ラジオ
- DJ Tomoaki's Radio Show!（2010年7月1日、下北FM） - 20時台ゲスト

## リリース作品

### 写真集
- キャンパスナイトフジ しこたま卒業アルバム（2010年3月19日、講談社） ISBN 978-4-06-379441-0

### CD
- エロくないのにエロく聴こえる歌 〜しこたまがんばれ!〜（2010年3月17日、ポニーキャニオン） - キャンパスナイターズ